# Arrancourt
Arrancourt là một xã ở tỉnh Essonne thuộc vùng Île-de-France miền bắc nước Pháp.
Theo điều tra dân số năm 1999, dân số xã này là 133 người. Ước tính dân số năm 2005 là 138.
Danh xưng cư dân địa phương Arrancourt trong tiếng Pháp là Arrancourtois.